# ナイルズ駅
ナイルズ駅（英語：Niles station）はミシガン州ナイルズ デイ・ストリート598にある駅。 全米各地を結ぶ旅客鉄道のアムトラックが乗り入れている。

## 概要
当駅の赤レンガ造の駅舎はミシガン・セントラル鉄道の駅として1892年に建てられた。リチャードソニアン・ロマネスク様式の寄棟と切妻屋根で建てられた非対称のプランで建てられた駅舎はその元の構造から少し変更された。当駅は1979年に国家歴史登録財に登録された。

## 利用可能な鉄道路線／列車
アムトラックの停車する列車は下記の通り。
シカゴとポンティアック間の昼行中距離列車ウォルバリン号… 1日1.5往復停車
シカゴとポートヒューロン間の昼行中距離列車ブルー・ウォーター号… 1日1往復停車